# 59 Геркулеса
59 Геркулеса (лат. 59 Herculis), d Геркулеса (лат. d Herculis), HD 154029 — одиночная звезда в созвездии Геркулеса на расстоянии приблизительно 324 световых лет (около 99,5 парсек) от Солнца. Видимая звёздная величина звезды — +5,266m. Возраст звезды определён как около 849 млн лет.

## Характеристики
59 Геркулеса — белая звезда спектрального класса A1,5III, или A2, или A3IV. Масса — около 3,142 солнечных, радиус — около 3,291 солнечных, светимость — около 76,401 солнечных. Эффективная температура — около 9333 K.

## Планетная система
В 2019 году учёными, анализирующими данные проектов HIPPARCOS и Gaia, у звезды обнаружена планета.